# 格鲁吉亚君主列表

## 东伊比利亚王国
伊比利亚是古希腊罗马对卡尔特利的称呼。为了与西班牙和葡萄牙所在的伊比利亚分开来，此伊比里亚常被称为“东伊比利亚”或“高加索伊比利亚”。

### 法尔纳瓦齐乌尼王朝
- 法尔纳瓦兹一世（ფარნავაზ I，Pharnavaz I，前302-前237）
- 绍尔玛格一世（საურმაგ I，Saurmag I，前237-前162）
- 米利安一世（მირიან I，Mirian I，前162-前112）
- 法尔纳乔姆（ფარნაჯომი，前112-前93）

### 阿尔沙克王朝
- 阿尔沙克一世（前93-前81）
- 阿爾塔格（Artag，前81-前63）
- 法尔纳瓦兹二世（ფარნავაზ II，Pharnavaz II，前63-前32）

### 法尔纳瓦齐乌尼王朝
又稱涅姆羅德王朝。
- 米利安二世（მირიან II，Mirian II，前32-前23）
- 阿尔沙克二世（前23-前2）
- 阿德列基（Adreki，前2-30）
- 米尔达特一世（Mirdat I，30-50）
- 法斯曼一世（Farsman I，50-58）
- 卡塔姆（Qartam，58-72）
- 卡奥斯（Kaos，72-87）
- 阿佐克（Azork，87-106）
- 阿姆扎斯普一世（Amazasp I，106-116）
- 法斯曼二世（116-129）
- 拉达米斯特（Radamist，129-135?）
- 法斯曼二世（135-185?）
- 阿姆扎斯普二世（185-189）
- 公正者列夫一世（Rev I Martali，189-216）
- 瓦赫（Vache，216-234）
- 巴库一世（Bakur I，234-249）
- 米尔达特二世（Mirdat II，249-265）
- 阿姆扎斯普三世（260-265）
- 阿斯法古尔（Asfagur，265-284）

## 古卡尔特利王国

### 库思老王朝
- 米利安三世“圣者”（284-361）格鲁吉亚第一位基督教国王
- 绍尔玛格二世（საურმაგ II，361-363）
- 瓦拉兹-巴库一世（Varaz Bakur I，363-364）
- 米尔达特三世（Mirdat III，364-380）
- 瓦拉兹-巴库二世 (380-394）
- 提尔达特（Tirdat，394-406）
- 法斯曼四世（Farsman IV，406-409）
- 米尔达特四世 (409-411）
- 阿尔希尔（Archil，411-435）
- 米尔达特五世（435-447）
- 瓦赫坦格一世“狼头”（ვახტანგ I გორგასალი，Vakhtang I Gorgasali，447-502）
- 达希（Dachi，502-514）
- 巴库二世（Bakur II，514-528）
- 法斯曼五世（Farsman V，528-542）
- 法斯曼六世（Farsman VI，542-547）
- 巴库三世（Bakur III，547-580） 
  - 被波斯和拜占廷帝国征服。

## 卡赫蒂亲王
- 阿特尔奈谢赫一世（Atrnerseh I，580-637）巴库三世之子
- 斯特凡诺兹二世（Stefanoz II，637-650）
- 阿特尔奈谢赫二世（Atrnerseh II，650-684）
- 米利安四世（685-736）
- 阿尔希尔二世“殉教者”（736-786）
- Dschuanscher（786-807）

## 卡尔特利亲王

### 巴格拉季昂尼王朝
- 瓜拉姆一世（Guaram I，588-590）
- 斯特凡诺兹一世（Stefanoz I，590-627）
- 瓜拉姆二世（Guaram II，684-693）
- 瓜拉姆三世（Guaram III，693-748）
- 阿特尔奈谢赫一世（Atrnerseh I，748-760）
- 奈尔斯（Nerse，760-780）
- 斯特凡诺兹三世（Stephanoz III，780-786）
- 阿硕特一世（Ashot I，786-826）809年称国王
- 巴格拉特一世（ბაგრატ I კურაპალატი，Bagrat I Kurapalati，830-876）
- 大卫一世（დავით I，Davith I，876-881）
- 古根一世（Gurgen I，881-891）

## 卡尔特利王国
- 阿特尔奈谢赫二世（Atrnerseh II，888-923）
- 大卫二世（დავით II，923-937）
- 巴格拉特一世（ბაგრატ I，937-945）
- 斯姆巴特一世（Smbat I，945-958）
- 巴格拉特二世（ბაგრატ II，958-994）
- 大卫三世（დავით III，994-1001）
- 古根（Gurgen，1001-1008）

## 格鲁吉亚王国
- 巴格拉特三世（1008-1014）978年为阿布哈兹国王
- 吉奥尔基一世（გიორგი I，Giorgi I，1014-1027）
- 巴格拉特四世（1027-1072）
- 吉奥尔基二世（1072-1089）
- 大卫四世“建国者”（დავით IV აღმაშენებელი，Davith IV Aghmashenebeli，1089-1125）
- 德米特里一世（დემეტრე I，Demetre I，1125-1156）
- 大卫五世（1155）共治国王，在位六个月
- 吉奥尔基三世（გიორგი III，Giorgi III，1156-1184）
- 萨玛丽（თამარი，Thamari，1184-1213）格鲁吉亚女王，奥塞梯王后
- 吉奥尔基四世·拉沙（გიორგი IV ლაშა，Giorgi IV Lasha，1213-1223）
- 鲁苏丹妮（რუსუდანი，Rusudani，1223-1245）格鲁吉亚女王
- 大卫六世“智者”（დავით VI ნარინი，Davith VI Narini，1245-1293）鲁苏丹妮之子，兼伊梅雷蒂国王，非巴格拉季昂尼王朝
- 大卫七世·乌鲁（დავით VII ულუ，Davith VII Ulu，1247-1270）吉奥尔基四世的私生子
- 德米特尔二世“自我牺牲者”（დემეტრე II თავდადებული，Demetre II Thavdadebuli，1270-1289）
- 瓦赫坦格二世（ვახტანგ II，1289-1292）大卫六世之子，非巴格拉季昂尼王朝
- 大卫八世（1293-1311）
- 吉奥尔基五世“辉煌的”（გიორგი V ბრწყინვალე，Giorgi V Brtskinvale，1299-1302，1314-1346）
- 瓦赫坦三世（1298-1308）
- 吉奥尔基六世“年幼的”（გიორგი VI მცირე，Giorgi VI Mcire，1311-1313）
- 大卫九世（1346-1360）
- 巴格拉特五世“伟大的”（ბაგრატ V დიდი，Bagrat V Didi，1360-1393）
- 吉奥尔基七世（1393-1407）
- 君士坦丁一世（კონსტანტინე I, Konstantine I，1407-1412）
- 亚历山大一世“伟大的”（ალექსანდრე I დიდი，Aleksandre I Didi，1412-1443）
- 瓦赫坦四世（1443-1446）
- 吉奥尔基八世（1446-1466）1466年后为卡赫蒂国王
- 巴格拉特六世（1466-1478）1463年－1466年为伊梅雷蒂国王
- 君士坦丁二世（1478-1490）1490年为卡尔特利国王

## 分裂后的格鲁吉亚

### 卡尔特利
- 君士坦丁二世（1490-1505）
- 大卫十世（1505-1524）
- 吉奥尔基九世（1524-1534）
- 卢阿尔萨布一世（ლუარსაბ I，Luarsab I，1534-1558）
- 西蒙一世（სიმონ I，Simon I，1558-69，1578-1600）
- 大卫十一世（1569-1578）
- 吉奥尔基十世（1600-1605）
- 卢阿尔萨布二世（1605-1615）
- 巴格拉特七世（1615-1619）
- 西蒙二世（1619-1631）
  - 1631年至1633年并入卡赫蒂
- 罗斯托姆（Rostom，1633-1658）
- 瓦赫坦格五世（1658-1676）
- 喬治十一世（1676-1688，1703-1709）
  - 1688年－1703年并入卡赫蒂
- 凯霍斯罗（ქაიხოსრო，Kaihosro，1709-1711）
- 耶塞（იესე，Iese，1714-1716，1724-1727）
- 巴卡尔（Bakar I，1716-1719，1723）
- 瓦赫坦六世（1716-1724）
  - 1727年－1744年，卡尔特利与卡赫蒂被波斯合并为卡爾特利-卡赫蒂王國。
- 泰穆拉茲二世（1744-1762）1732-1744为卡赫蒂国王
  - 1762年卡尔特利与卡赫蒂重新合并。

### 卡赫蒂
- 吉奥尔基一世（1466-1476）
- 亚历山大一世（1476-1511）
- 吉奥尔基二世（1511-1513）
- 列万（1520-1574）
- 亚历山大二世（1574-1603，1604-1605）
- 大卫一世（1603-1604）
- 吉奥尔基三世（1604-1605）
- 康斯坦丁一世（1605）
- 泰穆拉兹一世（1605-14，1615-1616，1623-1633，1636-1648）
  - 被波斯占领（1614-1615，1616-1623，1633-1636）
  - 1648年－1656年并入卡尔特利
  - 被波斯占领（1656-1664）
- 阿尔希尔（1664-1675）
  - 被波斯占领（1675-1703）
- 伊拉克略一世（ერეკლე I，Erekle I，1703-09）1688-1703为卡尔特利国王
- 大卫二世（1703-1722）
- 康斯坦丁二世（1722-1732）1727－1732年为卡尔特利-卡赫蒂国王
- 泰穆拉兹二世（1732-1744）1732－1744年为卡尔特利-卡赫蒂国王，1744-1762为卡尔特利国王
- 亚历山大三世（1735-1737）
- 伊拉克略二世（1744-1762）
  - 与卡尔特利重新合并

### 伊梅雷蒂（西格鲁吉亚）

#### 埃尔泽鲁姆王朝
- 大卫一世“智者”（1259-1292）1245-1293为格鲁吉亚国王，称大卫六世
- 君士坦丁一世（1292-1327）
- 米哈埃里一世（მიქაელი I，Mikhaeli，1327-1329）
- 巴格拉特一世“年幼的”（ბაგრატ I მცირე，Bagrat I Mcire，1329-1330）
  - 1330年－1387年并入格鲁吉亚。
- 亞歷山大一世（英语：Alexander I of Imereti）（1387-1389）
- 吉奧爾基一世（英语：George I of Imereti）（1389-1395）
- 君士坦丁二世（英语：Constantine II of Imereti）（1395-1401）
  - 1401年－1445年并入格鲁吉亚。

#### 巴格拉特王朝
- 德米特尔（1445-1455）格鲁吉亚国王亚历山大一世次子，格鲁吉亚末王康斯坦丁二世之父
- 巴格拉特二世（1455-1478）亚历山大一世的曾外孙，1466-1478为格鲁吉亚国王，称巴格拉特六世
- 亚历山大二世（1478，1483-1510）
  - 1478年－1483年并入卡赫蒂。
- 巴格拉特三世（1510-1565）
- 吉奥尔基二世（1565-1585）
- 康斯坦丁三世（1585-1586）
- 列万（1586-1589）
- 巴格拉特四世（1589-1590）
- 罗斯托姆一世（1590-1605）
- 吉奥尔基三世（1605-1639）
- 亚历山大三世（1639-1660）
- 巴格拉特五世（1660，1661，1664-1668，1668-1678，1679-1681）

#### 朱朱尼亚什维利王朝
- 瓦赫坦格·朱朱尼亚什维利（Vakhtang Jujuniashvili，1660-1661，1668）

#### 巴格拉特王朝
- 阿尔希尔（1661-1663，1678-1679，1689-1691，1695-1696，1698）

#### 古利亚王朝
- 德米特尔·古利亚（Demetre Gurieli，1663-1664）蒙格雷里大公爵

#### 巴格拉特王朝
- 亚历山大四世（1681，1683-1689，1691-1695）

#### 古利亚王朝
- 吉奥尔基四世·古列利（1681-1683）古利亚公爵吉奥尔基三世

#### 哥查什维利王朝
- 吉奥尔基五世（1696-1698）

#### 巴格拉特王朝
- 西蒙（1698-1701）亚历山大四世的私生子

#### 古利亚王朝
- 玛米亚·古列利（1701-1702，1711-1712，1713-1714）古利亚公爵

#### 阿巴希泽王朝
- 吉奥尔基六世·阿巴希泽（1702-1707）

#### 巴格拉特王朝
- 吉奥尔基七世（1707-1711，1712-1713，1714-1720）亚历山大四世的私生子

#### 古利亚王朝
- 吉奥尔基八世·古列利（1720）古利亚公爵吉奥尔基四世

#### 巴格拉特王朝
- 亚历山大五世（1720-1741，1741-1752）
- 吉奥尔基九世（1741，1752）
- 玛穆卡（1746-1749）吉奥尔基七世之子
- 所罗门一世“伟大的”（1752-1766，1768-1782）亚历山大五世之子
- 泰穆拉兹（1766-1768）玛穆卡之子
- 大卫二世（1782-1792）吉奥尔基九世之子
- 所罗门二世（1792-1810）亚历山大五世之孙
  - 1810年，伊梅雷蒂并入俄罗斯。

## 重新统一的东格鲁吉亚
- 伊拉克略二世（1762-1798）
- 吉奥尔基十二世（1798-1800）
  - 1800年，格鲁吉亚并入俄罗斯。

## 格鲁吉亚王位继承者

### 卡尔特利系
- 巴卡尔一世（1727-1750）
- 亚历山大（1750-1791）
- 格奥尔基（1791-1852）
- 尼古拉伊（1852-1861）
- 约安尼（1861-1898）
  - 无嗣

### 卡尔特利系穆赫拉尼公爵家族
- 康斯坦丁四世（1801-1842）
- 约安尼二世（1842-1895）
- 康斯坦丁五世（1895-1903）
- 亚历山大（1903-1918）
- 格奥尔基(十三世)（1918-1957）
- 伊拉克略三世（1957-1977）称格鲁吉亚王室家族族长
- 格奥尔基十四世（1977-2008）称格鲁吉亚王室家族族长
- 大卫十三世（2008-）称格鲁吉亚王室家族族长，格奥尔基十四世次子

### 卡赫蒂系
- 大卫十二世（1800-1819）
- 约安尼二世（1819-1839）
- 约安尼三世（1839-1880）
- 大卫十三世（1880-1888）
- 彼得一世（1888-1922）
- 康斯坦丁三世（1922-1939）
- 彼得二世（1939-1984）
- 努格扎尔（1984-）

### 伊梅雷蒂系
- 所罗门二世（1810-1815）伊梅雷蒂末代国王
- 大卫三世（1815-1820）所罗门二世堂兄
- 万诺一世（1820-1869）
- 亚历山大六世（1869-1895）
- 大卫四世（1895-1937）
- 西蒙二世（1937-1951）大卫四世堂侄
- 伊拉克里一世（1951-）西蒙二世的侄儿